# Ожский диалект нормандского языка
Ожский диалект нормандского языка — диалект нормандского языка, употребляемый в Пеи д’Ож (Франция). Употребляется как в прибрежных, так и в континентальных районах. Находится под угрозой исчезновения.

## Фонология
Ожский диалект характеризуется по своему положению в изоглоссе, пересекающей территорию распространения нормандского языка. Употребляемый рядом с границей Нижней и Верхней Нормандии, этот диалект унаследовал черты как западных, так и восточных диалектов.
Ожский диалект употребляется к северу от линии Жоре, поэтому выделяются непалатализованные /ka/ (пример: cat = кот) и палатальные /kj/ (пример: chinq = пять), также этот диалект лежит к заваду от изоглоссы /ji/ — /je/ (пример: muchi = прятать) и к западу от изоглоссы /l/ — /j/ (пример: plache = место). Наряду с другими северными диалектами звук /h/ произносится сильно аспирированным, иногда гуттуральным.